# Huesvamp
Huesvamp (Mycena) er svampeslægt, som tilhører Bladhat-ordenen. Svampene i slægten er rådsvampe, og slægten er meget artsrig Danmark med ca. 80 danske arter. De fleste arter er små, ofte kun få centimeter brede. Sporerne er hvide og hatten er konisk eller klokke-formet. De fleste er brune eller grå. Hatten kan være delvist gennemskinnelig.
33 arter afgiver et svalgt lys (bioluminescens).
| Svampe | Spire Denne artikel om svampe er en spire som bør udbygges. Du er velkommen til at hjælpe Wikipedia ved at udvide den. |